# San Buenaventura en oración (Zurbarán)
San Buenaventura en oración es el tema de un lienzo de Francisco de Zurbarán, que tiene el número 10 en el catálogo razonado y crítico realizado por la historiadora del arte Odile Delenda.

## Introducción
Esta obra realmente debería titularse San Buenaventura en Viterbo, inspirado por el ángel, para la designación del papa Gregorio X. El cónclave convocado tras la muerte de Clemente IV para elegir un nuevo Papa, fue el más largo en la historia de la Iglesia católica —29 de noviembre de 1268 - 1 de septiembre de 1271— con un episodio de sede vacante de 34 meses. El presente lienzo muestra al franciscano Buenaventura de Bagnoregio —futuro san Buenaventura— inspirado por un ángel para que influyera a favor de Teobaldo Visconti, de la orden franciscana seglar, quien fue finalmente elegido con el nombre de Gregorio X.

## Análisis de la obra

### Datos técnicos y registrales
- Originariamente, en Sevilla, iglesia del Colegio de San Buenaventura, en la nave, lado de la epístola;
- Actualmente en Dresde, Galería de Pinturas de los Maestros Antiguos, (Inv. n° 696);

- Pintura al óleo sobre lienzo; 239 x 222 cm;
- Fecha de realización: ca.1629;
- Restaurado en 1991-1992 por Gerthilde Sacher;[4]
- Catalogado por O. Delenda con el número 10 y por Tiziana Frati con el 26.[5]

### Descripción de la obra
Buenaventura es representado joven, a pesar de su edad real en aquella época. Aparece arrodillado, en primer plano, con las manos juntas en oración, y con una intensa expresión de arrobo. Su espalda forma una diagonal, en lo alto de la cual hay un rompimiento de gloria con un ángel mancebo, cuya mano derecha parece indicar que el futuro Papa se encuentra lejos, en Tierra Santa. Detrás del santo, un grueso y oscuro pilar divide la composición en dos zonas. En el recinto, la visión celeste es la única fuente de luz, iluminando una gran tiara papal de plata y oro, colocada sobre una bandeja de peltre, puesta sobre una mesa cubierta por un mantel de color rojo intenso. A la derecha, iluminados por la luz solar, seis cardenales electores parecen discutir entre ellos, mientras tres caballeros vestidos de negro parecen esperar el final de la deliberación.
Con esta composición geométrica y sencilla, Zurbarán consigue una obra maestra. Los rojos deslumbrantes, dorados, grises y pardos, muestran sus dotes de colorista en esta etapa juvenil, y la tiara papal —de particular brillantez— es una muestra de su capacidad para expresar los valores táctiles de los objetos.

## La serie pictórica sobre la vida de san Buenaventura
El presente lienzo formaba parte de una serie de lienzos que narraban la vida de este santo, en el Colegio de San Buenaventura, cuya nave se estructura en cuatro arcos simétricos. La serie estaba formada por ocho cuadros: cuatro pintados por Francisco de Herrera el Viejo (narrando la infancia y juventud de san Buenaventura) en el lado del evangelio y otros cuatro por Zurbarán (mostrando escenas de su madurez y muerte) en el lado de la epístola. Los ocho lienzos fueron objeto del expolio napoleónico en España. La disposición original en la nave de las cuatro obras de Zurbarán, vistas de frente, era la siguiente:

## Procedencia
1. Sevilla, iglesia del Colegio San Buenaventura, 1629;
2. Depositado en el Alcázar de Sevilla, sala baja 2, n° 70, 1810;
3. Devuelto al convento tras la Guerra de la Independencia Española, 1814-1835
4. Desamortización de Mendizábal;
5. Comprado por el barón Taylor para el rey Luis Felipe I de Francia a Julian Williams, agente consular de Gran Bretaña en Sevilla, 1836;
6. París, Galería española de Luis Felipe, 1838-1848, n° 348 (1), n° 358 (4);
7. Londres, venta Luis Felipe, 13 de mayo de 1853, n° 206;
8. Comprado 68 £ por Grüner para la Galería de Pinturas de los Maestros Antiguos de Dresde;
9. Expuesto desde 1855.[1]